# Uma Aventura: Entre as Duas Margens do Rio
Uma Aventura: Entre as Duas Margens do Rio é um telefilme da SIC de 2007 por Márcio Loureiro. Foi exibido originalmente em três episódios da quarta temporada da série Uma Aventura, de 26 a 28 de março de 2007.

## Elenco principal
- Teresa (Maria Figueiredo)
- Luísa (Diana Figueiredo)
- Pedro (Pedro Nolasco)
- Chico (Francisco Areosa)
- João (Rudy Rocha)
- Tó (João Saboga)
- Jacinto (João Maria Pinto)
- Individuo do grupo (Gonçalo Portela)
- Isolina (Ilda Roquete)
- Director da Casa da Cerca (Pedro Pinheiro)
- Catarina (Marina Albuqueque)
- Urbino (Carlos Curto)
- Betty (Fátima Severino)
- Everaldo (Eurico Lopes)
- Duração: 105 minutos aproximadamente
- Maiores de 6 anos